# Adam Levine
Adam Noah Levine (Los Angeles, 18 de març de 1979) és un cantant, multiinstrumentista, actor, compositor i presentador estatunidenc, conegut per ser el líder i vocalista del grup de música Maroon 5.

## Primers anys
Nascut a Los Angeles, Califòrnia. Fill de Fred Levine i Patsy Noah, té un germà i tres germanastres. Igual com els seus pares, és de religió jueva. Va assistir a l'escola privada de Brentwood, a Los Angeles, on va conèixer Jesse Carmichael, Mickey Madden i Ryan Dusick, i amb ells va formar la banda de música anomenada Kara's Flowers que més endavant va passar a dir-se Maroon 5.

## Inicis en la música i carrera musical
Adam Levine es va fer amic de Jesse Carmichael, i més tard de Mickey Madden. Ja que els tres músics progressaven a l'escola secundària, el bateria va decidir deixar-la, i va ser reemplaçat per una amiga d'uns dels membres, Amy Wood. Amy, va marxar al cap de poc, va ser aleshores quan van contactar amb el bateria definitiu: Ryan Dusick. Així van completar la banda.

### Kara's Flowers
Així és com es deia la banda en un primer moment. El 1997, la banda va publicar el seu primer àlbum d'estudi, el qual no va arribar a ser molt popular, cosa que va desmotivar a la banda i van seguir camins diferents.
No va ser fins al 1999, que Adam i Jesse Carmichael van voler tornar a reunir el grup al qual es va afegir el guitarrista James Valentines. Va ser aleshores quan es van passar a dir Maroon 5 i van començar a treballar en música nova.

### Maroon 5
L'àlbum que va portar a la banda a la fama va ser "Songs about Jane", l'any 2003, una sèrie de cançons que Adam va escriure quan va tallar amb la seva nòvia Jane Herman.
A partir d'aquí el grup va escalar llocs ràpidament i la seva fama va créixer en qüestió de mesos. Són moltes les cançons que han ocupat els primers llocs de les llistes de diversos països de tot el món. "This love", "Harder to breathe", "Sugar", "One more night", "She will be loved"...

## Discografia

### Senzills
| Títol                                                       | Any  | Posició més alta | Posició més alta | Posició més alta | Posició més alta | Posició més alta | Posició més alta | Posició més alta | Posició més alta | Certificacions                                                          | Àlbum                        |
| Títol                                                       | Any  | US               | AUS              | CAN              | GER              | IRL              | NL               | NZ               | UK               | Certificacions                                                          | Àlbum                        |
| ----------------------------------------------------------- | ---- | ---------------- | ---------------- | ---------------- | ---------------- | ---------------- | ---------------- | ---------------- | ---------------- | ----------------------------------------------------------------------- | ---------------------------- |
| "Heard 'Em Say" (Kanye West amb Adam Levine)                | 2005 | 26               | 27               | 19               | 95               | 23               | 67               | 15               | 22               | - RIAA: Oro                                                             | Late Registration            |
| "Say It Again" (Natasha Bedingfield amb Adam Levine)        | 2007 | —                | —                | —                | —                | —                | —                | —                | —                |                                                                         | N.B. y Pocketful of Sunshine |
| "Bang Bang" (K'naan amb Adam Levine)                        | 2008 | —                | —                | 71               | —                | —                | —                | —                | 105              |                                                                         | Troubadour                   |
| "Stereo Hearts" (Gym Class Heroes amb Adam Levine)          | 2011 | 4                | 4                | 7                | —                | 4                | 8                | 3                | 3                | - RIAA: 3× Platino - ARIA: 3× Platino - MC: 2× Platino - RIANZ: Platino | The Papercut Chronicles II   |
| "Man in the Mirror" (con Javier Colon)                      | 2011 | 45               | —                | 66               | —                | —                | —                | —                | —                |                                                                         | —                            |
| "Yesterday" (con Tony Lucca)                                | 2012 | 22               | —                | 64               | —                | —                | —                | —                | —                |                                                                         | —                            |
| "My Life" (50 Cent featuring Eminem and Adam Levine)        | 2012 | 27               | 33               | 14               | 52               | 6                | 89               | 33               | 2                | - ARIA: Platino                                                         | Street King Immortal         |
| "YOLO" (The Lonely Island amb Adam Levine y Kendrick Lamar) | 2013 | 60               | 31               | 26               | —                | —                | —                | 26               | 77               |                                                                         | The Wack Album               |

### Com artista invitat
| Títol         | Any  | Àlbum                      | Artista(es)     |
| ------------- | ---- | -------------------------- | --------------- |
| "Live Again"  | 2005 | U.nited S.tate of A.tlanta | Ying Yang Twins |
| "Wild Horses" | 2005 | Unplugged                  | Alicia Keys     |
| "Gotten"      | 2010 | Slash                      | Slash           |
| "Stand Up"    | 2011 | Come Through for You       | Javier Colon    |
| "Heavy"       | 2013 | New Orleans                | PJ Morton       |